# Északi összetett a 2002. évi téli olimpiai játékokon
A  2002. évi téli olimpiai játékokon az északi összetett versenyszámait február 9. és 22. között rendezték meg Salt Lake Cityben. Új számmal bővült a program, a sprint számban a nagysánc ugrás után 7,5 km futás következett.

## Részt vevő nemzetek
A versenyeken 14 nemzet 54 sportolója vett részt.
- Ausztria
- Észtország
- Csehország
- Egyesült Államok
- Fehéroroszország
- Finnország
- Franciaország
- Japán
- Németország
- Norvégia
- Oroszország
- Svájc
- Szlovákia
- Szlovénia

## Éremtáblázat
(Az egyes számoszlopok legmagasabb értéke, vagy értékei vastagítással kiemelve.)
| A 2002. évi téli olimpiai játékok éremtáblázata északi összetettben | A 2002. évi téli olimpiai játékok éremtáblázata északi összetettben | A 2002. évi téli olimpiai játékok éremtáblázata északi összetettben | A 2002. évi téli olimpiai játékok éremtáblázata északi összetettben | A 2002. évi téli olimpiai játékok éremtáblázata északi összetettben | Olimpia  |
| ------------------------------------------------------------------- | ------------------------------------------------------------------- | ------------------------------------------------------------------- | ------------------------------------------------------------------- | ------------------------------------------------------------------- | -------- |
|                                                                     | Ország                                                              | Arany                                                               | Ezüst                                                               | Bronz                                                               | Összesen |
| 1.                                                                  | Finnország (FIN)                                                    | 3                                                                   | 1                                                                   | 0                                                                   | 4        |
|                                                                     |                                                                     |                                                                     |                                                                     |                                                                     |          |
| 2.                                                                  | Németország (GER)                                                   | 0                                                                   | 2                                                                   | 0                                                                   | 2        |
|                                                                     |                                                                     |                                                                     |                                                                     |                                                                     |          |
| 3.                                                                  | Ausztria (AUT)                                                      | 0                                                                   | 0                                                                   | 3                                                                   | 3        |
|                                                                     |                                                                     |                                                                     |                                                                     |                                                                     |          |
| Összesen                                                            | Összesen                                                            | 3                                                                   | 3                                                                   | 3                                                                   | 9        |

## Érmesek
| A 2002. évi téli olimpiai játékok érmesei északi összetettben |                                                                                   |         |                                                                                        |         |                                                                                     |         |
| Versenyszám                                                   | Arany                                                                             | Arany   | Ezüst                                                                                  | Ezüst   | Bronz                                                                               | Bronz   |
| Egyéni (normálsánc + 15 km)                                   | Samppa Lajunen · Finnország (FIN)                                                 | 39:11,7 | Jaakko Tallus · Finnország (FIN)                                                       | 39:36,4 | Felix Gottwald · Ausztria (AUT)                                                     | 40:06,5 |
| Egyéni (nagysánc + 7,5 km)                                    | Samppa Lajunen · Finnország (FIN)                                                 | 16:40,1 | Ronny Ackermann · Németország (GER)                                                    | 16:49,1 | Felix Gottwald · Ausztria (AUT)                                                     | 17:20,3 |
| Csapatverseny (nagysánc + 4 × 5 km)                           | Finnország (FIN) · Jari Mantila · Hannu Manninen · Jaakko Tallus · Samppa Lajunen | 48:42,2 | Németország (GER) · Björn Kircheisen · Georg Hettich · Marcel Höhlig · Ronny Ackermann | 48:49,7 | Ausztria (AUT) · Christoph Bieler · Michael Gruber · Mario Stecher · Felix Gottwald | 48:53,2 |